# William Rainey Harper
William Rainey Harper (New Concord, Ohio, 24 de julho de 1856 - Chicago, Illinois, 10 de janeiro de 1906) foi um líder acadêmico norte-americano e clérigo batista. Harper ajudou a estabelecer a Universidade de Chicago e a Universidade de Bradley e atuou como o primeiro presidente de ambas as instituições.

## Publicações
- Introductory Hebrew Method and Manual (1886)
- An Inductive Greek Method (1888)  (co-escrito por William E. Waters)
- An Inductive Greek Primer (1893) (co-escrito por Clarence Castle)
- An Inductive Latin Method (co-escrito por Isaac Burgess)
- Elements of Hebrew Syntax By an Inductive Method (1888)
- Eight Books Of Caesar's Gallic War (1891)
- Young Folks Library: Leaders of Men or History Told in Biography (Editor-1891)
- Xenophon's Anabasis Seven Books (1893)
- Religion and the Higher Life (1904)
- The Prophetic Element In The Old Testament: An Aid To Historical Study For Use In Advanced Bible Classes (1905)
- A Critical and Exegetical Commentary on Amos and Hosea (1905)
- The Biblical world, Volume 53 (1919)